# Peter van Inwagen
Peter van Inwagen (født 21. september 1942 i USA) er en amerikansk filosof.
Peter van Inwagen var tilknyttet University of Rochester, hvorefter han i 1971 blev tilknyttet Syracuse University i New York som professor i filosofi. I 1995 skiftede han til University of Notre Dame i Indiana.
Van Inwagen beskæftiger sig med metafysik, religionsfilosofi og handlingsfilosofi. I debatten om fri vilje repræsenterer han den libertaristiske position.

## Værker
- An Essay on Free Will, 1983
- Material Beings, 1990
- Metaphysics, 1993
- God, Knowledge and Mystery: Essays in Philosophical Theology, 1995
- The Possibility of Resurrection and Other Essays in Christian Apologetics, 1997
- Ontology, Identity, and Modality, 2001
- The Problem of Evil, 2006